# Fortifications de Dondeneville
Les fortifications de Dondeneville sont un ensemble de plusieurs casemates positionnés sur trois positions différentes dans la commune d'Octeville-sur-Mer en Seine-Maritime. Elles ont toutes été construites dans le hameau de Dondeneville en fin d'année 1943 ou début 1944.
Parmi ces casemates, l'une d'entre elles a été inscrite comme monument historique en 1994. Celle-ci, de type Regelbau 634, a été inscrite puisqu'elle est le seul ouvrage de la forteresse du Havre construit en béton armé et acier, à posséder encore sa cloche d'observation blindée.

## Historique
Les casemates ont été construites en fin d'année 1943 ou début 1944.
Le plateau des fortifications de Dondeneville fut récupérer par les Britanniques le 11 septembre 1944.

## Description
Les fortifications allemandes de Dondeneville sont positionnés sur trois positions différentes près du hameau :
- Wn Ha K 006, à l'ouest ;
- Wn Ha L 002, au centre ;
- Wn Ha L 005, à l'est.

Le principal élément de ce secteur est une casemate de combat de type Regelbau 634. Sa mission est de servir d'abri pour mitrailleuse. En plus de la caponnière, celle-ci dispose d'une coupole métallique blindé de type MG 20P7 à six créneaux pour une mitrailleuse MG 34. Ce bunker est situé sur la position Wn Ha K 006.
D'autres casemates ont été construites telles que des Regelbau 621, 622 (permettant de loger des groupes de soldats), un bunker de combat de type Regelbau 677 ou 680, des tobrouks (niches bétonnées accueillant un soldat) et des postes d'observations.

### Abri Regelbau 634
L'abri Regelbau 634 a été inscrit comme monument historique en 1994.